# Melbourne Convention and Exhibition Centre

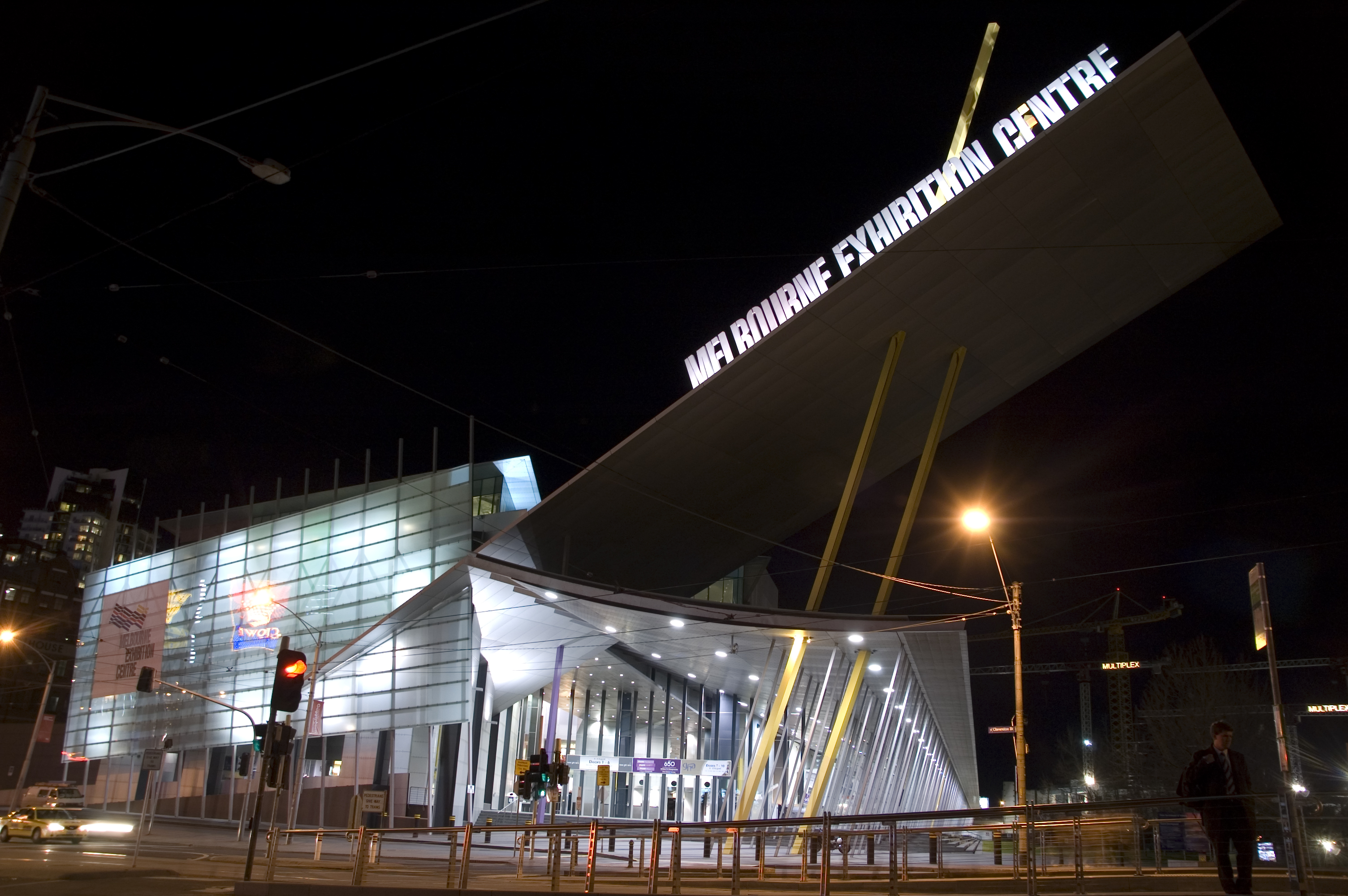
Melbourne Convention and Exhibition Centre em 2007

O Melbourne Convention and Exhibition Centre foi construído em 1996 e serviu como sede dos eventos de badminton, boxe e halterofilismo nos Jogos da Commonwealth de 2006.